# أجدرلو
أجدرلو (بالإنجليزية: Azhdarlu)‏ هي مستوطنة تقع في قسم اجارود المركزي الريفي (مقاطعة غرمي) في إيران. يقدر عدد سكانها بـ 86 نسمة .